# Talsperre García de Sola
Die Talsperre García de Sola bzw. Talsperre Puerto Peña (spanisch Presa de García de Sola bzw. Presa de Puerto Peña) ist eine Talsperre mit Wasserkraftwerk in der Gemeinde Talarrubias, Provinz Badajoz, Spanien. Sie staut den Guadiana zu einem Stausee auf. Die Talsperre dient sowohl der Stromerzeugung als auch der Bewässerung und Trinkwasserversorgung. Sie wurde 1962 (bzw. 1963 oder 1965) fertiggestellt. Die Talsperre ist in Staatsbesitz und wird von Endesa Generacion S.A. betrieben.

## Absperrbauwerk
Das Absperrbauwerk ist eine Gewichtsstaumauer aus Beton mit einer Höhe von 64,9 (bzw. 65 oder 66) m über der Gründungssohle. Die Mauerkrone liegt auf einer Höhe von 364 m über dem Meeresspiegel. Die Länge der Mauerkrone beträgt 245 m. Das Volumen der Staumauer beträgt 220.000 m³.
Die Staumauer verfügt sowohl über einen Grundablass als auch über eine Hochwasserentlastung. Über den Grundablass können maximal 76 m³/s abgeleitet werden, über die Hochwasserentlastung maximal 4760 (bzw. 4877) m³/s. Das Bemessungshochwasser liegt bei 4900 m³/s.

## Stausee
Beim normalen Stauziel von 363 m erstreckt sich der Stausee über eine Fläche von rund 33,35 (bzw. 35,5 oder 37,28) km² und fasst 554 Mio. m³ Wasser; davon können 333 Mio. m³ genutzt werden. Der Stausee erstreckt sich über eine Länge von 35,8 km.

## Kraftwerk
Die installierte Leistung des Kraftwerks beträgt 33 (bzw. 55,2 55,5 oder 65,4) MW. Jede der drei Turbinen leistet maximal 18,53 MW. Das Maschinenhaus befindet sich unterhalb der Staumauer auf der linken Flussseite.